# 通州电视台 (北京市)
通州电视台是北京市通州区的区级电视台。

## 历史
1992年10月，投资260万元建立通州电视台，频率39频道，功率1千瓦。1994年2月正式开播。

## 栏目
每天晚上，通州电视台会在转播北京电视台《北京新闻》、中央电视台《新闻联播》后播出通州本地的新闻栏目《副中心新闻》。1997年，被评为北京市广播电视优秀栏目。此栏目曾名为《通州新闻》，2020年10月19日，随着北京城市副中心的建设，改版为《副中心新闻》。